# Fluor-antimonsav
A fluor-antimonsav egy szupersav, az egyik legerősebb ismert sav, képlete H2FSbF6. IUPAC neve fluorium hexafluorostibanuide, az adalékanyag neve fluordihidrid(1+)-hexeflurantimonit(1-).
Hidrogén-fluorid és antimon-pentafluorid 2:1 arányú keverékének reakciójával keletkezik. Még a szénhidrogéneket is protonálja, így karbokationok és hidrogén keletkezik.
A fluor-antimonsav keletkezése exoterm. A hidrogén-fluorid egy gyenge Lewis-bázis. A hidrogén a fluorhoz egy gyenge datív kötéssel kapcsolódik, mint az oxóniumionban. Emiatt a fluor-antimonsav a legerősebb ismert sav, 10 kvadrilliószor erősebb sav, mint a 100%-os kénsav.
H2F+ + HF {\displaystyle \rightleftharpoons } HF + H2F+
Keletkezése:
SbF5 + F− → SbF−6
SbF5 + 2 HF → SbF−6 + H2F+
A fluor-antimonsav magas hőmérsékleten bomlik.

## Szerkezete
A fluor-antimonsav szilárd halmazállapotban kétféle só. Mindkettőt elemezték röntgen-krisztallográfiával, az egyik a [H2F+][Sb2F−11], a másik [H3F+2][Sb2F−11]. Az SbF−6 enyhén lúgos, a Sb2F−11 várhatóan még gyengébben lúgos.

## Reakciói
1967-ben fedezték fel, hogy a fluor-antimonsav az izobutánnal reagálva hidrogént hoz létre, a 2,2-dimetilpropánnal reakcióba lépve metán is keletkezik:
(CH3)3CH + H+ → (CH3)3C+ + H2
(CH3)4C + H+ → (CH3)3C+ + CH4
A következő anyagokban lehet oldani úgy, hogy nem reagál az oldószerrel: SO2ClF, kén-dioxid, poli(tetrafluoretilén) (PTFE).
Erős reakcióképessége miatt csak Poli(tetrafluoretilén) vagyis teflon edényben tárolható.

## Fordítás
- Ez a szócikk részben vagy egészben  a   Fluoroantimonic acid című angol Wikipédia-szócikk fordításán alapul.  Az eredeti cikk szerkesztőit annak laptörténete sorolja fel. Ez a jelzés csupán a megfogalmazás eredetét és a szerzői jogokat jelzi, nem szolgál a cikkben szereplő információk forrásmegjelöléseként.